# Dziewictwo Marii z Nazaretu

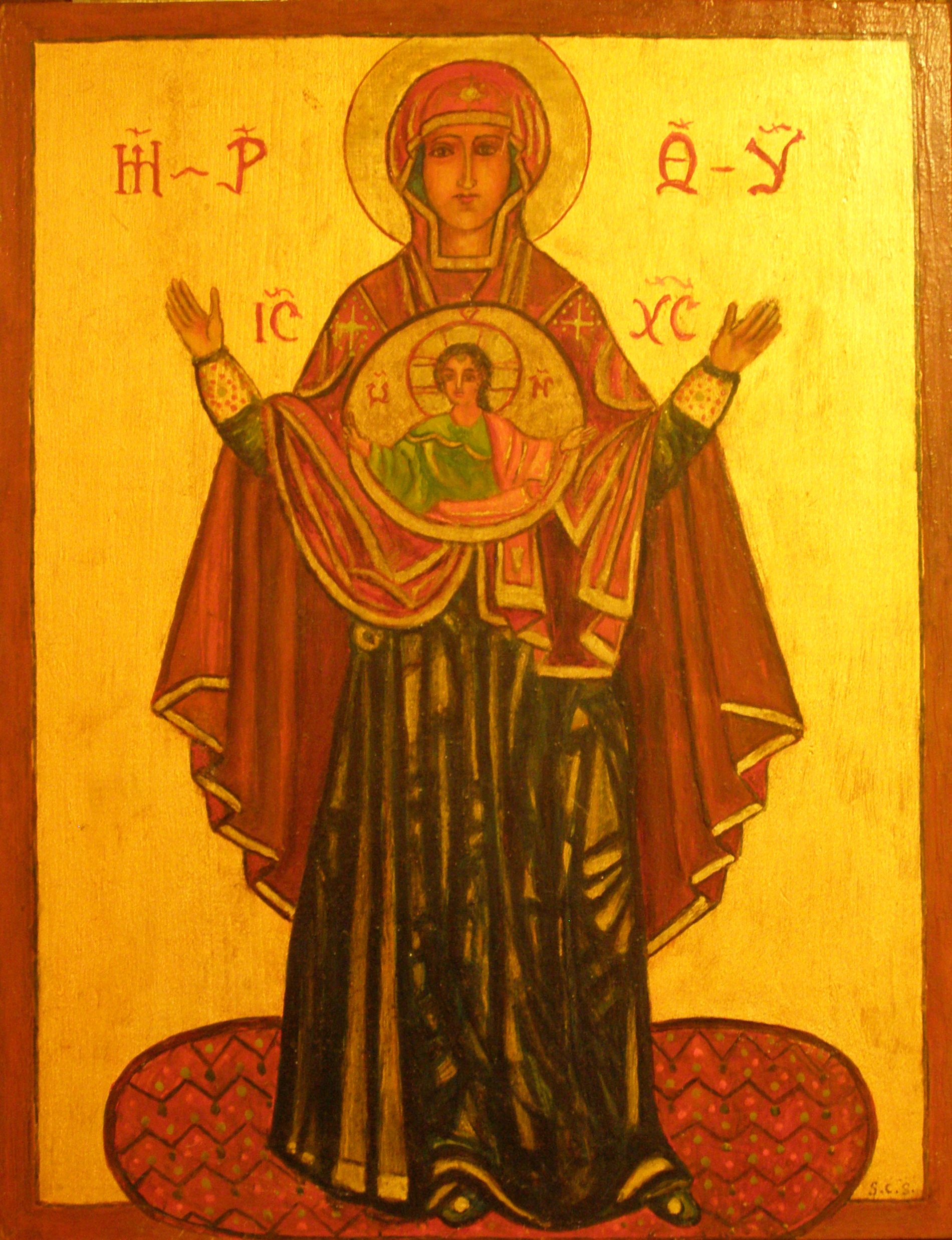
Ikona Zawsze Dziewicy w typie orantki. Gwiazdy na płaszczu na ramionach i czole są ikonograficznymi symbolami dziewictwa przed, w trakcie i po narodzeniu Jezusa.

Dziewictwo Marii z Nazaretu, matki Jezusa – przedmiot wiary chrześcijan, odnoszący się do jej dziewictwa przed i w czasie urodzenia Jezusa, a także, według większości chrześcijan, również po urodzeniu.
Wyrazem tej wiary jest stosowanie wobec Marii tytułu Parthenos (gr. Παρθένος), który obok Theotokos należy do jej podstawowych. W liturgii katolickiej stosuje się powszechnie tytuł Najświętsza Maryja Panna (z łac. Beata Virgo Maria) natomiast w liturgii prawosławnej Zawsze Dziewica (gr. Aeiparthenos; cs. Prisnodiewa), a wśród protestantów używa się tytułu Panna Maria (niem. Jungfrau Maria).

## Biblia

### W Ewangeliach synoptycznych
O dziewictwie Marii przy poczęciu Jezusa mówią dwie relacje Ewangelii synoptycznych: Ewangelia Mateusza oraz Ewangelia Łukasza.
- Relacja ewangelisty Mateusza: Mt 1,18-25; 2,11.13-14.20-21[8]. Mateusz cytuje też proroctwo Izajasza 7,14 o pannie, która pocznie i porodzi dziecko, którego nazwą Emmanuelem jako spełnione w osobie Marii. W rozumieniu Mateusza dziewicze poczęcie Jezusa było spełnieniem długoterminowego planu Boga, który wybrał Marię na dziewiczą matkę Zbawiciela. W tym kontekście znaczący jest także opisany przez Ewangelistę pokłon trzech króli (Mt 2,1-12). Przedstawiciele świata pogańskiego przybyli do dziewiczej matki Marii, przebywającej w domu razem z narodzonym dziecięciem, i upadli na twarz ((gr.) proskynéo, por. Mt 4,10). Oddali cześć królewską i boską małemu Jezusowi, jako mesjaszowi żydowskiemu, rozpoznając obecną w nim tajemnicę zbawiającego Boga (por. 2 Kor 5,19; por. Kol 1,19). W ten sposób Maria, matka-dziewica, została przedstawiona także światu pogańskiemu jako znak zadziwiającego Bożego planu. Jak długo więc będzie głoszone światu zbawienie w Chrystusie, tak długo dziewicze macierzyństwo Marii będzie miało znaczenie dla wiary tego świata[9].

- Relacja Ewangelisty Łukasza: 1,26-38; 39-56; 2,1-7.16.19 oraz 33-35. Opowiadanie Łukasza, by wykazać wyższą godność Jezusa i Marii, wprowadza paralele Jezusa i Jana oraz Marii i małżeństwa Zachariasza i Elżbiety. Nawiązuje do wyrażeń i figur Starego Testamentu. Szczególnie wyraźnie widoczne jest to w opisie Zwiastowania oraz w pieśni Wielbi dusza moja Pana (Magnificat). Jezus jest Synem Najwyższego, mesjańskim królem Dawidowym, Zbawicielem i Panem. W relacji Łukasza godność Marii płynie z godności Chrystusa. Jest przedstawiona jako dziewica ((gr.) parthenos), zaręczona z Józefem. Podobnie jak u Mateusza, sąd ewangelisty Łukasza o dziewictwie Marii płynie nie z rozpatrywania historycznych okoliczności, lecz z przekonania o Bożym wybraniu Marii. Jest ona napełniona łaską ((gr.) kecharitomene). Pozdrowienie anioła: witaj! (dosł. raduj się!, (gr.) chaire!), nie jest zwykłym pozdrowieniem, gdyż Maria zastanawia się nad jego znaczeniem. W opinii rosnącej liczby egzegetów Nowego Testamentu, pozdrowienie Marii przez anioła jest subtelnym nawiązaniem do proroctw Starego Testamentu, które zapraszały Izraela do radości z powodu zbawczego działania Boga. Izrael w tych proroctwach występuje jako kobieta, córa Syjonu (por. Jl 2,21-27; Za 9,9-10; So 3,14-17). Prorocy w wypowiadają raduj się! (So 3,14 LXX). Pełna łaski Maria z Łukaszowej ewangelii znajduje swój prawzór w Izajaszowej Dziewicy, córze Syjonu (Iz 37,22), uosabiającej lud Izraela oraz w Jeremiaszowej Dziewicy Izrael (Jer 31,4). Zaś zapewnienie anioła skierowane do Marii:Pan z Tobą, ma swe wcześniejsze paralele w następujących Księgach Starego Testamentu: Rdz 26,24; 28,15; 46,4; Wj 3,12; Sdz 6,12.16. Jest to zwrot zapowiadający inaugurację ery mesjańskiej: tak u proroka Sofoniasza: Pan, jest pośród ciebie (3,15b) i trochę dalej Nie bój się, Syjonie! (So 3,16). U Łukasza zaś anioł mówi: Nie lękaj się Mario! (Łk 1,30). Słowa anioła do Marii: znalazłaś łaskę u Boga, odpowiadają zapewnieniu Sofoniasza z 3,15b: Nie będziesz już bała się złego. Dziewicze poczęcie Marii, zacienione chwałą Boga - moc Najwyższego osłoni Cię (Łk 1,35b) - ma swą paralelę w Księdze Wyjścia 40,35. Jest tam mowa o chwale Bożej w namiocie spotkania, mieszczącym Arkę Przymierza: spoczywał na nim obłok i chwała Pana wypełniała przybytek. Grecka Septuaginta używa w Wj 40,35 tego samego czasownika zacienić ((gr.) episkiadzo), co Łukasz w 1,35b. Maria porównana zostaje przez ewangelistę do Arki Przymierza. Jednocześnie jednak w pieśni Magnificat ewangelista utożsamia ją z ubogimi Jahwe ((aram.) anawim), jak u Sofoniasza 3,12. Według pieśni Marii, wszystkie pokolenia będą błogosławić (Łk 1,48) jej osobę, jej macierzyńską rolę w powstaniu Nowego Izraela. Jest ona też figurą, typem Kościoła[9].

### Dziewictwo Marii
Nowy Testament ukazuje dziewictwo wspólnoty-Kościoła u progu czasów mesjańskich jako realizowane najpierw w Marii z Nazaretu. Jest ona określana mianem dziewica /(gr.) παρθενος – parthenos/ jako jedyna kobieta w pismach nowotestamentalnych (por. Łk 1,27; Mt 1,23). I. de La Potterie SJ zauważa, że tekst Ewangelii wskazuje, iż Maria już przed Zwiastowaniem podjęła zamiar strzeżenia swego dziewictwa (Łk 1,34). Chciała zachować siebie dla Boga. Jednocześnie przyjęła obowiązek poślubienia Józefa, jako wyraz tajemniczej woli Bożej. Ta sprzeczność wyjaśniła się, gdy anioł zwiastował jej słowo Boże, że będzie matką i dziewicą zarazem, że będzie szła drogą powołania do dziewictwa i jednocześnie będzie znakiem Wcielenia. W jej osobie spełniły się wszystkie wydarzenia Starego Testamentu, przygotowujące eschatologiczne dziewictwo Nowego Przymierza, o którym mówił Chrystus: Są także bezżenni, którzy ze względu na królestwo niebieskie zostali bezżennymi (Mt 19,12). W myśl opisu biblijnego historia Marii ukazuje znaczenie dziewictwa uczniów Chrystusa, które bez światła wiary wydaje się nie mieć sensu. Dziewictwo Marii, zakończone niezwykłym, wymagającym działania Bożego poczęciem i porodem Zbawiciela, poprzedziły wszystkie te sytuacje, w których kobiety niepłodne, po cudownej interwencji Bożej – ze względu na mającego się w przyszłości narodzić Mesjasza – otrzymywały potomstwo, jak Anna, która urodziła Samuela (1 Sm 1,19-20), Sara, która w podeszłym wieku zrodziła Izaaka (Rdz 18,10-15 oraz 21,1-7) czy wreszcie Elżbieta, matka Jana Chrzciciela (Łk 1,5-25 oraz 57-80).

## Ojcowie Kościoła
O dziewictwie Marii pisali: Hieronim ze Strydonu w Adversus Helvidium (383), Ambroży z Mediolanu w De Institutione Virginis oraz Syrycjusz w Liście do Anyzjusza (392), który prawdopodobnie czerpał z pism Ambrożego. Ponadto dziewictwa Marii bronili: Efrem Syryjczyk oraz Epifaniusz z Salaminy. Najważniejszym jednak dowodem wczesnej wiary w dziewictwo Marii jest Symbol Apostolski, który już w swojej najstarszej wersji zawierał słowo παρθένου:

który się począł z Ducha Świętego;
narodził się z Marii Dziewicy (...)

Podobnie sformułowanie zawierają też inne główne starożytne chrześcijańskie wyznania wiary, jak Nicejskie oraz Nicejsko-konstantynopolskie. Nie tłumaczą one jednak, czy Maryja pozostała dziewicą także po narodzinach Jezusa.
W 449 Papież Leon I Wielki pisał: "Poczęty zaś został z Ducha Świętego w łonie Dziewicy-Matki, która tak Go wydała na świat bez naruszenia swego dziewictwa, jak Go w nienaruszonym dziewictwie niegdyś poczęła".
Tradycja Kościoła, tak wschodnia jak zachodnia, przechowuje wiarę w zachowanie przez Marię dziewictwa przed porodem i po porodzie, a w konsekwencji także w czasie porodu Jezusa. Wyraża to formuła łacińska: ante partum, in partu, post partum virgo - przed porodem, w czasie porodu i po porodzie - dziewica. Lub w wersji antyfony gregoriańskiej Alma Redemptoris Mater: Dziewica przedtem i potem - (łac.) Virgo prius ac posterius. Według wiary Kościoła Maria pozostała dziewicą także później, przez całe życie ziemskie. Wyraz temu dały już postanowienia Synodu Laterańskiego z 649 roku.

## Argumenty św. Tomasza z Akwinu

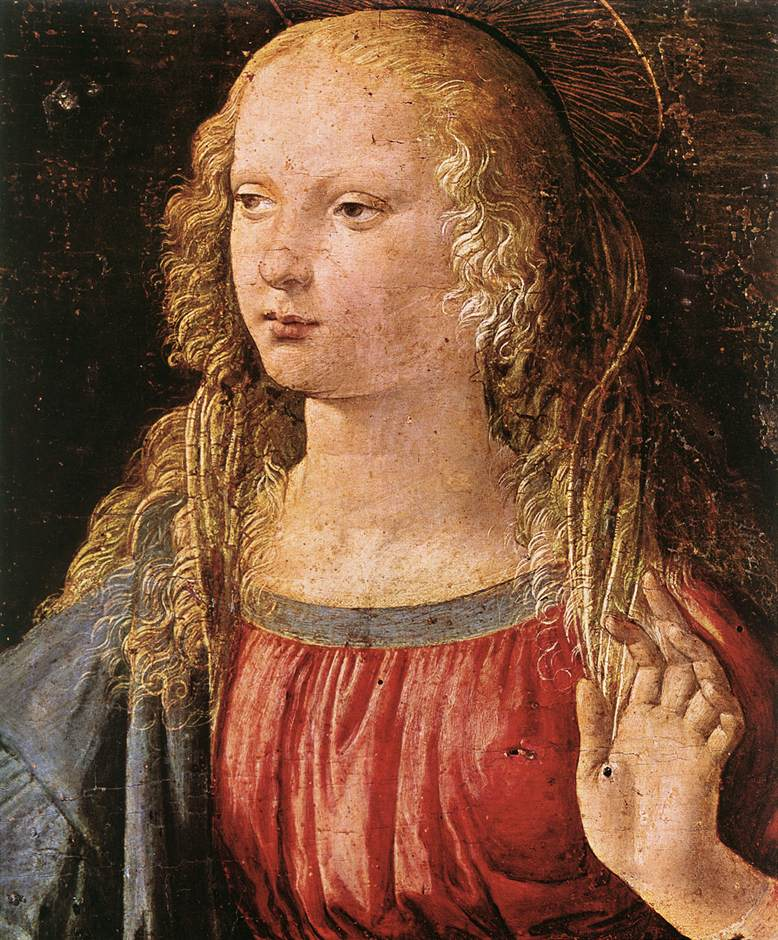
Maria według Leonarda da Vinci. Fragment obrazu Zwiastowanie

W "Sumie teologicznej" św. Tomasz z Akwinu podał argumenty teologiczne przemawiające za dziewictwem Maryi. Nieuznawanie pełnego dziewictwa Maryi pociąga za sobą następujące konsekwencje:
1. Odbierałoby to Chrystusowi doskonałość: ponieważ był według natury boskiej Jedynym Synem Ojca, jako Syn doskonały na wieki (Hbr 7,28), przystało też, by był jedynym Synem swej Matki, jako najdoskonalszy jej Owoc.
2. Błąd ten czyni obrazę Duchowi Świętemu, Jego przybytkiem (sacrarium) bowiem było dziewicze łono, w którym ukształtowało się ciało Chrystusa; nie godziło się, żeby później zostało ono naruszone (violaretur) przez współżycie z mężem.
3. Poprzez to odbierana jest godność i świętość Matce Bożej, gdyż, gdyby nie zadowoliła się takim Synem i gdyby zdecydowała się utracić przez współżycie małżeńskie to dziewictwo, które zostało w niej /przy Jego zrodzeniu/ cudownie zachowane, okazałaby niewdzięczność w najwyższym stopniu.
4. Przypisywałoby to także samemu Józefowi wielką zuchwałość, gdyby usiłował naruszyć (polluere) tę, o której wiedział przez objawienie anioła, że poczęła Boga z Ducha Świętego.
W innym dziele Streszczenie teologii Tomasz ujął dziewictwo Marii w kontekście znajdującej się w Ewangelii eschatologicznej zapowiedzi Chrystusa dotyczącej życia wiecznego: jej dziewicze poczęcie zapowiadało stan, w jakim, według Ewangelii, odrodzona ludzkość będzie istnieć w przyszłym świecie po zmartwychwstaniu umarłych:

Po to bowiem Syn Boży, przyjąwszy ciało, przyszedł na świat, żeby nas doprowadzić do stanu zmartwychwstania, w którym "ani się nie żenią, ani za mąż wychodzą, lecz będą ludzie jak aniołowie w niebie" (Mt 22,30). Toteż uczył [nas] o powściągliwości i dziewictwie, aby w życiu wiernych jaśniał w jakiś sposób obraz przyszłej chwały. Zatem stosowne było, aby w swoim narodzeniu zaszczycił dziewictwo, rodząc się z Dziewicy. Dlatego w Symbolu Apostolskim wyznajemy: "Przyjął ciało z Maryi Dziewicy".

## W teologii protestanckiej
Współczesna protestancka teologia egzegetyczna i systematyczna często odczytuje dziewictwo Marii nie tyle jako wydarzenie historyczne, co jako mające źródło w teologicznej wizji ewangelistów. Według K.H. Schelklego protestanccy teolodzy odczytują biblijną tradycję o tym, że Maria porodziła i poczęła Jezusa w sposób dziewiczy jako ważny symbol. Podaje on przykład W. Pannenberga, który uważa, że opowiadanie Ewangelii o narodzeniu z dziewicy jest legendą, powstałą dla uzasadnienia tytułu "Syn Boży":

Myśl o dziewiczym narodzeniu Jezusa spełnia dwie funkcje, których dogmatyka nie może się wyrzec; mogą one być jednak spełnione w inny sposób niż przez pojęcie narodzenia z dziewicy. Chodzi o antyadopcjanistyczną myśl, że Jezus od początku był tym, kim jest: całkowicie z Boga... Tak samo nie można wyrzec się antydoketycznego punktu widzenia w zwrocie ex Maria Virgine, że początek Jezusa, Jego narodzenie było rzeczywiście ludzkim zjawiskiem.

P. Tillich interpretuje istnienie tego symbolu dziewiczego poczęcia Jezusa przez Marię odwrotnie. Oskarża on opowiadanie biblijne o tendencje doketyczne i monofizyckie. Ze względu na unikanie włączenia udziału ludzkiego ojca, czyni to wydarzenie mało ludzkim:

Ale aktualna opowieść jest mitem, którego wartość symboliczną trzeba poważnie zakwestionować. Wskazuje on na doketycko-monofizycką tendencję myślenia chrześcijańskiego, i sam jest ważnym krokiem na tej drodze. Wykluczając udział ludzkiego ojca w prokreacji Mesjasza, pozbawia Go pełnego uczestnictwa w ludzkim predykamencie.

Opinię tę Tillich umieścił w rozdziale o symbolach potwierdzających zmartwychwstanie. W jego rozumieniu opowiadanie o dziewiczym poczęciu ma ideologiczny, teologiczny związek ze zmartwychwstaniem, potwierdzając je. Ma wyrażać niezależny charakter pojawienia się Jezusa jako Nowego Bytu – jako niepoddane wpływowi zmiennych, historycznych okoliczności, zależne od samego tylko Boga.
Zwolennikiem dogmatu o narodzeniu Jezusa z dziewicy był natomiast Karl Barth. Jego zdaniem dogmat wyraża prawdę, że w swoim staniu się człowiekiem Bóg był w pełni wolnym podmiotem. W akcie wcielenia Bóg nie tylko stwarzał, kształtował i wspierał stworzoną naturę, ale był w pełni z nią tożsamy. Podobnie jak w zmartwychwstaniu, Syn Boży we wcieleniu nie był zależny od jakichkolwiek uwarunkowań ludzkiej egzystencji, w tym od ludzkiej zdolności do powoływania życia. Człowiek nie może w aktywny sposób, na gruncie własnej zdolności powoływania życia, przyczynić się do zaistnienia życia Syna Bożego, które jest nowym stworzeniem, może jedynie przyjmować Boże działanie. Człowiek nic nie wnosi swoim działaniem i inicjatywą. Maria Panna uczestniczyła w narodzeniu Jezusa – przez co narodziny Jezusa mają w pełni ludzki charakter – jednak wyłącznie przyjmowała ona Boże działanie, nie była osobą aktywną i twórczą. Akt seksualnego zjednoczenia kobiety i mężczyzny, jakkolwiek oddzielony od sfery grzeszności, jakkolwiek przepełniony Bożą agape, nie mógłby stanowić znaku wcielenia, gdyż zakłada ludzką aktywność. Według Bartha również kobieta może aktywnie tworzyć historię, jednak w powszechnym odbiorze historia jest tworzona przez mężczyzn. W szczególności dogmat o dziewiczym poczęciu powinien być odczytywany w kontekście podporządkowania kobiety mężczyźnie, jakie zaistniało w wyniku upadku (Rdz 3,16). Wykluczenie mężczyzny i jego aktywności z aktu poczęcia Jezusa stanowi więc znak nowej rzeczywistości, przerwania kolei rzeczy wynikającej z upadku. Mężczyzna, reprezentujący ludzką aktywność, a przez to i bunt oraz opór przeciwko Bogu, zostaje odsunięty w cień, a wybrana zostaje kobieta, Maria, reprezentująca słabość i pokorę. Barth stwierdza, że słowa „począł się z Ducha Świętego” nie mogą być rozumiane jakby oznaczały przyjęcie przez Ducha Świętego roli ziemskiego ojca, i nie można mówić o jakiegoś rodzaju zaślubinach Marii Panny i Ducha Świętego. Oznaczają one bowiem, że jedynie mocą Ducha Świętego może zaistnieć zjednoczenie ludzkiej i boskiej natury. Barth podkreśla również, że choć materią dogmatu jest jego teologiczne znaczenie, a nie fizyczna strona poczęcia Jezusa, to jednak rzecz znaczona nie może być zupełnie oddzielona od widzialnego znaku, tak jak czyni to teologia liberalna. Barth powołuje się w tym zakresie na historię uzdrowienia paralityka (Mk 2,1-12), w której teologiczne znaczenie – odpuszczenie grzechów – połączone zostaje z widzialnym znakiem fizycznego uzdrowienia.
Wiarę w narodzenie Jezusa z dziewicy wyraził również anglikański arcybiskup Canterbury Rowan Williams. Jego zdaniem dziewicze poczęcie było chwilą, gdy Boża stwórcza działalność dała początek nowej rzeczywistości w sposób podobny, co w pierwszym akcie stworzenia. Uznaje on dziewicze poczęcie za widoczny znak Bożej wolności do łamania ciągów przyczynowo-skutkowych i czynienia nowego początku.

## Stanowisko Świadków Jehowy
Świadkowie Jehowy wierzą, że kiedy za sprawą cudu Maria zaszła w ciążę (kiedy został poczęty Jezus), była dziewicą – aż do rozwiązania (czyli urodzenia Jezusa). Następnie miała przynajmniej kilkoro dzieci z Józefem (Mt 1:20–25; 13:53–56). Wierzą, że Biblia nigdzie nie wspomina, że była wolna od grzechu pierworodnego (Psalm 51:5; Rz 5:12). Potwierdziła, że jest grzeszna, kiedy zgodnie z wymaganiami Prawa Mojżeszowego złożyła ofiarę przebłagalną za grzech.

## Autorzy nieuznający dziewictwa Marii
Od początków chrześcijaństwa wiara w dziewicze poczęcie Jezusa była używana przez krytyków jako temat dyskusji, debat i przekazów pisemnych, wymierzonych w ideę boskości Jezusa.
Krytycy opisanego w ewangeliach świętego i nadprzyrodzonego poczęcia byli motywowani zarówno politycznie jak i religijnie. Tego typu polemiki pochodziły z kręgów kultury żydowskiej, hellenistycznej i romańskiej. Przykładem tego są pisma Kelsosa z II wieku, który twierdził, że Jezus był synem z nieprawego łoża rzymskiego żołnierza Pantery, sugestywnie opisujące kontekst społeczny domniemanego faktu:

Biedna wiejska dziewczyna, którą sąsiedzi niezbyt szanowali. Mąż jej, z zawodu cieśla, wypędził ją, dowiódłszy jej cudzołóstwa z żołnierzem (...) Wypędzona błąkała się tu i ówdzie i we wstydzie porodziła tajemnie.

Także współcześni teologowie (Uta Ranke-Heinemann, Hans Küng) uważają dziewictwo Marii za niehistoryczne i oparte na fałszywym tłumaczeniu słowa dziewica w Biblii, które oznaczać miało wbrew interpretacji Kościoła jedynie kobietę niezamężną.
Niektórzy zajmujący się kwestią Jezusa, uważają opowieść o jego narodzinach za historię stworzoną w celu porównania Jezusa do Mojżesza (rzeź niewiniątek) i pokazującą wypełnianie proroctwa (powrót z Egiptu itd.).
Inni badacze, jak Bart D. Ehrman, sugerują, że metodami historycznymi nigdy nie można komentować prawdopodobieństwa nadprzyrodzonych wydarzeń:

Historycy mogą jedynie ustalać, co się prawdopodobnie wydarzyło w przeszłości, a z definicji cud jest najmniej prawdopodobnym zdarzeniem. A zatem, z powodu samej natury badań historycznych, nie możemy potwierdzać historycznie, że cud prawdopodobnie miał miejsce. Z samej definicji cudu wynika, że nie miał. Historia może jedynie ustalać, co prawdopodobnie się zdarzyło.

## Kwestia braci i sióstr Jezusa
Ponieważ Biblia nie odnosi się wprost do dziewictwa Marii po urodzeniu Jezusa już w pierwszych wiekach chrześcijaństwa podnoszono tę kwestię. Do dziś zachowały się traktaty polemiczne z IV wieku, które były głównie odpowiedzią w tzw. sprawie braci Jezusa.
Ewangelia Mateusza 13,55-56 wspomina o rodzeństwie Jezusa używając terminów greckich 'adelfai' i 'adelfoi'.
Istotna dyskusja na ten temat miała miejsce pod koniec IV w. między Hieronimem ze Strydonu a Helwidiuszem.
W haśle o Marii w amerykańskiej New Catholic Enyclopedia napisano:

Greckie słowa 'adelfai' i 'adelfoi', użyte do określenia pokrewieństwa pomiędzy Jezusem i tymi krewnymi, mają w greckojęzycznym świecie za czasów ewangelisty znaczenie rodzonych ((ang.) full blood) braci i sióstr, i tak je rozumiał grecki czytelnik. Pod koniec IV wieku (ok. 380 r.) Helwidiusz, w zaginionej dziś rozprawie, podkreślał ten fakt, żeby przypisać Marii inne dzieci oprócz Jezusa, aby uczynić ją wzorem dla matek liczniejszych rodzin. Święty Hieronim, kierując się tradycyjną wiarą Kościoła w nieustające dziewictwo Marii, napisał przeciwko Helwidiuszowi traktat (383 r. po Chr.), w którym przedstawił wyjaśnienie, w jaki sposób Ewangelia używa 'adelfai' i 'adelfoi' w odniesieniu do krewnych Jezusa. I do tej pory cieszy się ono popularnością wśród uczonych katolickich. Septuaginta (LXX) używała adelfos w sensie pokrewieństwa. W Księdze Rodzaju 13,8; 14,14.16 bratanek Abrahama Lot jest nazwany bratem. W Rdz 29,15 ten sam termin jest użyty w stosunku do bratanka Jakuba Labana. (...) To użycie adelfos w LXX bierze się z tego, że hebrajski jest ubogi w terminologię dotyczącą pokrewieństwa (tak jak aramejski - język stojący za greką Ewangelii).

Natomiast w Encyklopedii "PWN" napisano:

Przypisywanie słowu "adelfoi" ("adelfai") jedynie znaczenia najbliższego rodzeństwa nie wydaje się zgodne np. z wersetem 1 Kor 9,5: Czyż nie wolno nam brać z sobą niewiasty-siostry, podobnie jak to czynią pozostali apostołowie oraz bracia Pańscy i Kefas?. W tym fragmencie, w określeniu niewykluczającym żony (niewiasty-siostry) Paweł używa słowa αδελφην (adelfen). W związku z tym, że uważaną za najstarszą, Ewangelię Marka datuje się na lata 60.-70., zaś cytowany tu Pierwszy List do Koryntian powstał najprawdopodobniej pomiędzy 56 a 57 rokiem, wydaje się, iż słowo "adelfoi" ("adelfai") nie mogło mieć już wtedy (o ile wcześniej miało) znaczenia określającego jedynie brata rodzonego. W innym przypadku św. Paweł zapewne nie używałby go w tak niejednoznaczny sposób w swoim liście. Oprócz tego greckie przekłady ksiąg Starego Testamentu zawierają liczne inne przykłady użycia słów z tej grupy na określenie krewnych dalszych niż rodzony brat i rodzona siostra.

Hipoteza, według której słowo „brat” (adelfòs) oznacza w tym wypadku „kuzyna” (anepsiòs), nie powstała wcześniej niż w 383 r. n.e. i przypisuje się ją Hieronimowi. Jednak Hieronim nie przytoczył żadnych uzasadniających ją argumentów, a w późniejszych pismach wyraził nawet pewne wątpliwości wobec swej „teorii kuzynów”. Biblista J. B. Lightfoot napisał: „Św. Hieronim nie oparł swej teorii na tradycji, a zatem dowodów na jej poparcie należy szukać wyłącznie w Piśmie Świętym. Zbadałem biblijne świadectwo i stwierdziłem, że (...) argumenty na rzecz tej teorii są znacznie słabsze niż argumenty przeciwko niej, należy więc ją odrzucić” (St. Paul’s Epistle to the Galatians, Londyn 1874, s. 258).